# Haplophthalmus chisterai
Haplophthalmus chisterai es una especie de crustáceo isópodo terrestre cavernícola de la familia Trichoniscidae.

## Distribución geográfica
Son endémicos de Mallorca (España).